# Marilyn Erskine
Marilyn Erskine (* 24. April 1926 in Rochester, New York) ist eine US-amerikanische Schauspielerin, die bereits im Alter von drei Jahren im Radio auftrat und nachfolgend sowohl im Theater als auch im Kino und im Fernsehen Rollen wahrnahm.

## Leben
Erskines Karriere begann, als sie drei Jahre alt war und bei einem Konzert einer lokalen Radio-Show in Buffalo auftrat. Zwischen 1929 und 1937 wirkte sie an der landesweit ausgestrahlten CBS-Radio-Show Let’s Pretend Sometine mit, in der Kinder verschiedene Rollen in adaptierten Märchen und anderen Geschichten für Kinder verkörperten. 1938 wurde ihr in der von Orson Welles geleiteten Radioreihe mit Live-Hörspielen, die unter dem Titel The Mercury Theatre on the Air lief, die Rolle der Jane Baxter in der Folge Seventeen übertragen. Diese Folge basierte auf Booth Tarkingtons Roman Seventeen, der in den USA ein Bestseller war. Als Theaterschauspielerin war Erskine zwischen 1938 und 1947 an zehn Produktionen am Broadway zu sehen, darunter 1938 als Rebecca Gibbs in der Originalproduktion von Thornton Wilders Bühnenklassiker Unsere kleine Stadt.
Ihren ersten Auftritt im Fernsehen hatte die inzwischen erwachsene Erskine 1949 als Lillybelle in der Folge The Murderer innerhalb der Serie Suspence. Ihr Filmdebüt gab sie 1951 in dem Westerndrama Karawane der Frauen. MGM erstellte über den Film ein Feature unter dem Titel Challenge the Wilderness, worin die Stars und Drehorte des Films vorgestellt, und gezeigt wurde, mit welchen Herausforderungen die Filmcrew konfrontiert war. 1952 hatte Erskine neben Janet Leigh und Peter Lawford eine Hauptrolle in der auf einem Drehbuch von Sidney Sheldon beruhenden Komödie Eine Falle für den Playboy inne. Im selben Jahr erschien das biografische Filmdrama Die letzte Entscheidung, das die Geschichte des Mannes zeigt, der Pilot des Flugzeugs war, das die Atombombe auf Hiroshima abwarf. In dem 1953 erschienenen Dokumentarfilm The Hoaxters, einem kurzen Abriss über den Kommunismus, fungierte sie als Sprecherin. In The Eddie Cantor Story (1953), ebenfalls ein biografisches Filmdrama über Eddie Cantor, spielte Erskine an der Seite von Keefe Brasselle in der weiblichen Hauptrolle die Ehefrau von Cantor.
Nach dem Ende ihres Vertrages bei MGM drehte sie keinen weiteren Film mehr und trat nach 1953 ausschließlich in Fernsehserien und Theaterstücken auf. Von 1960 bis 1961 verkörperte sie die Ehefrau von Tom Ewells Hauptfigur in der Sitcom The Tom Ewell Show. Ihren letzten Auftritt hatte die Schauspielerin 1972 in einer Folge der Fernsehserie Der Chef.
Bei den 26th Annual Academy Awards 1954 war Marilyn Erskine unter den Präsentatoren. Zusammen mit Keefe Brasselle überreichte sie die Oscars für den „Besten animierten Kurzfilm“ (Cartoon) und den „Besten Kurzfilm“ (2 Filmrollen) an Walt Disney sowie für den „Besten Kurzfilm“ (1 Filmrolle) an Johnny Green.

## Privates
Im Mai 1945 heiratete die Schauspielerin den Regisseur Stanley Kramer. Zwei Monate später wurde die Ehe für nichtig erklärt. 1955 ging Erskine eine Ehe mit dem Versicherungsmanager Charles Curland ein. Aus der Ehe gingen zwei Kinder hervor. 1958 wurde ihrem Wohnsitz in Brentwood in Kalifornien ein Artikel in der Herbstausgabe der Zeitschrift „Architectural Digest“ gewidmet.

## Filmografie (Auswahl)
- 1949: Suspense (Fernsehserie, Folge The Murderer)
- 1951: Challenge the Wilderness (Dokumentarfilm)
- 1951: Karawane der Frauen (Westward the Women)
- 1952: Nur dies eine Mal (Just This Once)
- 1952: Frau in Weiß (The Girl in White)
- 1952: Die letzte Entscheidung (Above and Beyond)
- 1953: Confidentially Connie
- 1953: The Eddie Cantor Story
- 1953–1957: Lux Video Theatre (Fernsehserie, 9 Folgen)
- 1954–1955: Schlitz Playhouse of Stars (Fernsehserie, 3 Folgen)
- 1955–1956: Science Fiction Theatre (Fernsehserie, 3 Folgen)
- 1955–1957: The Ford Television Theatre (Fernsehserie, 3 Folgen)
- 1955–1958: Climax! (Fernsehserie, 5 Folgen)
- 1956: TV Reader’s Digest (Fernsehserie 2 Folgen)
- 1960–1961: The Tom Ewell Show (Fernsehserie, 30 Folgen)
- 1964–1966: Perry Mason (Fernsehserie, 2 Folgen)
- 1965: Die Leute von der Shiloh Ranch (The Virginian; Fernsehserie, Folge Shadows of the Past)
- 1967: Laredo (Fernsehserie, Folge Hey Diddle Diddle)
- 1972: Der Chef (Fernsehserie, Folge Death by the Numbers)

## Theater
(neun Broadway-Produktionen als Jugendliche, eine als Erwachsene)
- 1937: Excursion … als Eileen Loschavio
- 1938: The Ghost of Yankee Doodle … als Patience Garrison
- 1938: Unsere kleine Stadt (Our Town) … als Rebecca Gibbs
- 1939: The Primrose Path … als Eva Wallace
- 1940: Goodbye in the Night … als Gertie
- 1941: Ring Around Elizabeth … als Mercedes
- 1942: What Big Ears! … als Betty Leeds
- 1943: Nine Girls … als Shirley
- 1944: Pretty Little Parlor … als Anastasia
- 1948: The Linden Tree … als Dinah Linden